# Studienhefte zur mecklenburgischen Kirchengeschichte
Die Studienhefte zur mecklenburgischen Kirchengeschichte erschienen von 1988 bis 1995 in Schwerin und beschäftigten sich mit dem Land Mecklenburg und seiner Kirche in Geschichte und Gegenwart. Die Hefte enthielten historische Aufsätze und veröffentlichten aktuelle Zeitdokumente zum Dialog zwischen Christen und Marxisten in der DDR.

## Geschichte
Das erste Heft der Studienhefte im bescheidenen Umfang von nur 24 Seiten im Oktavformat, aber auf bestem Glanzpapier, erschien im Januar 1988 unter für DDR-Verhältnisse außergewöhnlichen Umständen. Herausgeber der Geschichtszeitschrift war weder der Kulturbund oder eine andere staatliche Organisation noch die Kirche selbst, sondern der im Ruhestand lebende Kirchenmann Werner Schnoor, der die staatliche Drucklizenz als Privatmann erhalten hatte. Für das erste Erscheinungsjahr wurden sechs Hefte angekündigt. Ein Bezugspreis für das Einzelheft oder ein Abonnement wurde nicht genannt. Auch war die Zeitschrift nicht über den gesetzlich allein für die Beförderung und den Vertrieb fortlaufend erscheinender Presseerzeugnisse zuständigen Postzeitungsvertrieb zu beziehen. Stattdessen enthielt das Impressum den Hinweis: „Zur Deckung der Selbstkosten sind wir ausschließlich auf Spenden angewiesen. Wir denken dabei an einen selbstbemessenen Jahresbeitrag der Bezieher.“ Die Kontoeinzahlung bei der Genossenschaftskasse Schwerin genüge als Bestellung.
Zur Programmatik der Zeitschrift schrieb Werner Schnoor in einem Editorial in Heft 1: „Geschichte will immer sine ira et studio erforscht werden. Was einst war, wird uns erst deutlich werden, wenn wir es in seiner jeweiligen geschichtlichen Situation zu durchleuchten suchen. Wir betrachten das Vergangene unvoreingenommen und nach allen Seiten hin. Dabei verschließen wir die Augen nicht vor den geschichtlichen Tatsachen, an die wir uns ungern erinnern. Nur so werden wir der Aufgabe gerecht, unsere Vergangenheit zu bewältigen.“ Schnoor versprach darüber hinaus: „Die Zeitgeschichte wird unsere besondere Aufmerksamkeit finden.“ Im Impressum äußerte Schnoor, die erste Ausgabe wende „sich an die Empfänger mit der Frage, ob das Projekt Aufmerksamkeit findet.“ Er bat im Impressum um „Namen und Anschriften anderer Interessenten“ und ermunterte die Leser: „Meinungsäußerungen würden wir begrüßen.“
Von den Studienheften erschienen zwischen 1988 und 1995 in acht Jahrgängen insgesamt 33 Hefte: 1988 sechs Hefte, 1989 sechs Hefte und ein Sonderheft, 1990 vier Hefte, 1991 sechs Hefte (Heft 5/6 als Doppelheft), 1992 zwei Hefte, 1993 zwei Hefte, 1994 vier Hefte und 1995 drei Hefte. Der Umfang der einzelnen Hefte variierte zwischen 24 und 62 Seiten.

## Herausgeber und Redaktion
Die Zeitschrift präsentierte sich von Beginn an mit einem Herausgeberkreis. „Die STUDIENHEFTE werden unter Mitwirkung von Hartmut Brun, Karola Delewski, Otto Heinrich Glüer, Jürgen Hebert, Rolf Seiffert, Hans-Dieter Ueltzen, Gerhard Voß herausgegeben von Werner Schnoor“, hieß es im Impressum von Heft 1 und folgenden Heften. Der Herausgeberkreis bestand überwiegend aus Kirchenmännern: Glüer war Pastor in Kirchdorf auf Poel und der Schwiegersohn Schnoors, Hebert Pastor und seelsorgerlicher Leiter des Anna-Hospitals Schwerin, Ueltzen Kantor in Ludwigslust und Voß Pastor in Goldberg. Karola Delewski konnte zur Schnoor’schen Familie gezählt werden. Nach der Erinnerung Beteiligter führte sie „den Haushalt des Ehepaars Schnoor, erledigte wie eine Art Sekretärin seine Korrespondenz, seine Post, erfasste per Schreibmaschine Texte, machte den Versand der STUDIENHEFTE, hatte neben Schnoor als einzige also direkten Zugriff zur Abonnentenliste und nahm auf Initiative Schnoors an den Zusammenkünften des Herausgeberkreises teil.“
Werner Schnoor zog sich Ende 1989 mit Heft 6 aus der aktiven Herausgeberschaft zurück. Die Führung des Herausgeberkreises übernahm mit Heft 1990/1 Jürgen Hebert, der bis zum letzten erschienenen Heft 1995/3 in dieser Funktion blieb. Ab Heft 1991/1 wurden die Studienhefte ergänzend in Verbindung mit der Arbeitsgemeinschaft für Mecklenburgische Kirchengeschichte herausgegeben.
Die Redaktion der Studienhefte besorgte bis Ende 1989 Werner Schnoor. Mit dem Heft 1990/1 gingen Redaktion und Geschäftsführung auf Rolf Seiffert über. Ihm folgte mit Heft 1993/1 Dieter W. Angrick.

## Themen
Im kirchengeschichtlichen Teil der Studienhefte beschäftigte sich der Herausgeber Schnoor als Autor bevorzugt mit seiner Kirche in der Zeit des Nationalsozialismus, mit dem Kirchenkampf und der Rolle der Kirchenleitung Mecklenburgs zwischen 1933 und 1945. In zwei Heften (1988/2 und 1988/4) porträtierte Schnoor den Landesbischof Heinrich Rendtorff (1888–1960). Weitere historische Themen waren der Kirchenbau und die Gemeindebildung, Kirchenkunst und Kirchenausstattung sowie die Beschäftigung mit mecklenburgischen Theologen wie Michael Baumgarten (1812–1889) und Johann Riebling (1494–1554). Andere Aufsätze hatten die mecklenburgischen Dorfschulen und die Lehrerbildung im 18. und 19. Jahrhundert sowie die mecklenburgischen Landarbeiter und die Kirche zum Thema. Ein literarisches Schwerpunktheft (1988/5) galt Johannes Gillhoff und seinem Werk. Immer wieder befassten sich die Studienhefte mit den Juden in Mecklenburg. Beginnend mit 1990 machte sich die Redaktion daran, die DDR-Zeit aufzuarbeiten und zum Beispiel unterdrückte Christen zu Wort kommen zu lassen.

### Dialog Staat–Kirche
In den ersten beiden Erscheinungsjahren bis Ende 1989 druckten die Studienhefte in erheblichem Umfang kirchenpolitische Zeitdokumente sowie Stellungnahmen und Diskussionen zum Thema Staat und Kirche in der DDR. Schon das erste Heft (1988/1) enthielt als „Einladung zum Gespräch“ das Arbeitspapier der Arbeitsgruppe der mecklenburgischen Landessynode Als Christ leben in der sozialistischen Gesellschaft der DDR vom Herbst 1987. Im Heft 1988/6 wurden umfänglich die Reaktionen hierauf veröffentlicht. Im Heft 1988/3 äußerten sich die Zeitzeugen Siegfried Wahrmann, Friedrich-Karl Sagert und Heinrich Rathke zum zehn Jahre zurückliegenden Gespräch zwischen dem DDR-Staatsratsvorsitzenden Erich Honecker und dem Vorstand der Konferenz der Evangelischen Kirchenleitungen in der DDR am 6. März 1978. Das Thema „Dialog“ zog sich auch durch mehrere Hefte des Jahrgangs 1989.
Für Unruhe sorgte im Herbst 1988 der Abdruck jener Rede, die Altbundeskanzler Helmut Schmidt im Juni 1988 auf dem „Kirchentag des Dialogs“ in Rostock gehalten hatte (Heft 1988/5). Schmidts Thema in Rostock: Brücken bauen in Europa – meine Erwartungen an die Kirchen. Rolf Seiffert, der damals an den Studienheften mitwirkte, rückblickend: „Nach dem Besuch von Helmut Schmidt in Rostock, genauer gesagt in der dortigen Marienkirche, erhielt ich von Schnoor Texte von dort gehaltenen Reden zur Bearbeitung für die nächste Ausgabe STUDIENHEFTE. Ich hatte mir aber ganz privat aus Rostock die Originalabschriften auch der Schmidt-Rede, besorgt und bemerkt, dass die mir von Schnoor übergebenen viele Auslassungen enthielt. Die Lücken habe ich dann mit dem Originalinhalt ausgefüllt, ohne jemandem was davon zu sagen. Erwartet hatte ich Ärger – aber es passierte gar nichts.“
Im Heft 1989/1 druckten die Studienhefte dann einen Disput zwischen Jürgen Borchardt und Werner Schnoor zur veröffentlichten Schmidt-Rede. Borchardt, Dr. phil. und im Literaturkabinett der Wissenschaftlichen Allgemeinbibliothek Schwerin, hatte sich in einem Leserbrief über die „kommentarlose Abhandlung der Schmidt-Rede“ empört gezeigt. Er sprach von „Verkehrungen“ in der Rede von Schmidt, „die man nicht kommentarlos publizieren solle.“ Sein Brief endete mit dem Satz: „Also, bitte schön, Sauberkeit bei den Tatsachen, über Auffassungen kann man ja diskutieren.“ In Schnoors Replik auf Borchardts Vorhaltungen hieß es: „Wenn wir den Dialog bejahen und uns an ihm beteiligen, werden wir zunächst einer auf den anderen hören. Wer dagegen im Monolog verharrt und mit ihm nur seinen eigenen Standpunkt zur Sprache bringt, wird keine Brücken bauen. Angesprochen ist die Urteilsfähigkeit Mündiger, die sich auch ohne schulmeisterliche Belehrung eine eigene Meinung bilden.“

## Sonderheft
Ein Sonderheft widmeten Wegbegleiter und Freunde Werner Schnoor 1989 zum 80. Geburtstag. Das Heft hatte einen Umfang von 20 Seiten. In ihm waren neun Autoren aus Ost und West mit Beiträgen vertreten, unter ihnen Hermann Beste (Chefredakteur der Mecklenburgischen Kirchenzeitung, Schwerin), Friedrich König (Lutherische Welt-Information, Genf) und Carola Wolf (Pressereferentin des Deutschen Evangelischen Kirchentages, Fulda). In der Einleitung hieß es, das Heft sei „vor allem ein Porträt, in dem sich auf besondere Weise ein Kapitel Kirchengeschichte offenbart, das vielen Menschen bislang verborgen blieb oder kaum bewußt geworden ist.“

## Titelgrafik
Die Titelgrafik für die Studienhefte zur mecklenburgischen Kirchengeschichte stammte von dem 1930 in Erfurt geborenen und seit 1968 freiberuflich in Schwerin tätigen Gebrauchsgrafiker Max Grüber, der auch den Titelschriftzug der Zeitschrift Mein Mecklenburg entworfen hat. Auf dem Titel erschien das Wort Studienhefte in Schreibschrift und Kleinschreibung.

## Abonnentenwerbung
Ihre ersten Leser und Abonnenten gewannen die Studienhefte noch vor Erscheinen des ersten Heftes. Ende 1987 wurde die Gründung der Zeitschrift in einer nur wenige Zeilen langen Notiz in dem Regionalblatt Norddeutsche Zeitung mit einem Hinweis auf die Bezugsmöglichkeit angekündigt.
Von Beginn an machte Herausgeber Schnoor größte Anstrengungen, außerhalb der DDR Abonnenten für sein Blatt zu gewinnen. So lud Schnoor mit einem persönlichen Aufruf in der in Hamburg erscheinenden und von der Landsmannschaft Mecklenburg herausgegebenen Monatszeitschrift Mecklenburg zum Bezug der Studienhefte ein. „Die »STUDIENHEFTE zur mecklenburgischen Kirchengeschichte« wollen über das Land Mecklenburg und seine Kirche in Geschichte und Gegenwart informieren. Sollten Sie daran interessiert sein, lassen Sie es uns bitte an obige Anschrift wissen“, schrieb Schnoor und bat darum, „einen selbstbemessenen Jahresbeitrag“, zum Beispiel für die „Beschaffung von Bürotechnik und Büromaterial“, zu überweisen. Dafür hatte Schnoor unter der Bezeichnung „Werner Schnoor/p. A. Hanna Wilde“ eigens ein DM-Konto bei der Dresdner Bank in Buxtehude im niedersächsischen Landkreis Stade eingerichtet.
Welchen Erfolg Schnoors Werbung im „nichtsozialistischen Ausland“ hatte, lässt sich nicht feststellen. Seiffert erinnert sich, „dass einige Mitglieder des Herausgeberkreises immer wieder darum gebeten hatten, mal Einblick in die Abonnentenliste nehmen zu dürfen. Dazu ist es aber unter Schnoor nie gekommen.“

## Verlag
Mit der Einführung der DM im Juli 1990 geriet das auf Spenden gebaute Unternehmen Studienhefte vor allem wegen stark gestiegener Druckkosten in wirtschaftliche Schwierigkeiten. Die Zahl der Leser nahm ab und mehrfach verzögerte sich das Erscheinen der Hefte. Mit dem Heft 1991/1 kamen die Studienhefte unter das Dach des 1990 von Claus-Dieter Wulf in Schwerin gegründeten Verlages Stock & Stein. Verlagsinhaber Wulf war bis 1989 in der Stasi-Bezirksverwaltung Schwerin Leiter der Abteilung XX/4 (Sicherungsbereich Kirche) und der Führungsoffizier von Werner Schnoor (Deckname IM „Schütz“). Die Studienhefte wurden fortan zum Einzelpreis von 5 DM verkauft und um einen Anzeigenteil ergänzt.

## Heimlicher Mitherausgeber
Heute gilt es als ausgemacht, dass Schnoor als Geburtshelfer und heimlichen Mitherausgeber die Stasi an seiner Seite gehabt hat. Entsprechende Verdachtsmomente hatte es schon beim Erscheinen der Studienhefte 1988 gegeben. In ihrer 500-Seiten-Studie zur DDR-Kirchenpolitik in Mecklenburg schreibt Rahel Frank: „Hintergrund waren die ‚Mecklenburgischen Studienhefte‘, für deren Veröffentlichung Werner Schnoor ohne erkennbaren Verhandlungsaufwand die Lizenz erhalten hatte. Diese Lizenzerteilung auf dem höchst sensiblen Gebiet der Pressearbeit erregte das Misstrauen so mancher Kollegen – ohne dass dem weiter nachgegangen werden konnte.“
Der frühere Studienhefte-Redakteur Dieter W. Angrick äußert hierzu: „Aus heutiger Sicht scheint die Staatssicherheit mit den von ihr initiierten Studienheften das Ziel verfolgt zu haben, über die Liste der Abonnenten (sehr viele waren ‚Exil-Mecklenburger‘, die geflüchtet waren) an Personen heranzukommen, um sie ‚abzuschöpfen‘ oder gar als IM zu gewinnen.“